# Konstancjusz Kunz
Konstancjusz Kunz (właściwie Stefan Kunz; ur. 16 maja 1934 w Pakości, zm. 29 października 2021 w Częstochowie) – polski duchowny rzymskokatolicki, paulin, dwukrotny przeor klasztoru paulinów na Jasnej Górze, nazywany przeorem sześćsetlecia, definitor generalny Zakonu Świętego Pawła Pierwszego Pustelnika oraz przeor i proboszcz parafii Narodzenia Najświętszej Maryi Panny w Biechowie. 

## Życiorys
Stefan Kunz urodził się 16 maja 1934 w Pakości (archidiecezja gnieźnieńska) w rodzinie wielodzietnej jako syn Mariana i Agnieszki z domu Łączna. 23 maja 1934 został ochrzczony w kościele św. Bonawentury z Bagnoregio w Pakości. W rodzinnej miejscowości  uczęszczał do szkoły podstawowej, a po jej ukończeniu w 1949 podjął dalszą naukę w zasadniczej szkole zawodowej, pracując jednocześnie w Pomorskich Zakładach Przemysłu Wapienniczego w Piechcinie jako urzędnik biurowy. 
Idąc za głosem powołania we wrześniu 1953 wstąpił do zakonu franciszkanów, gdzie został bratem zakonnym w klasztorze w Panewnikach, po czym w 1955 przerwał nowicjat i wystąpił ze zgromadzenia. 26 czerwca 1955 wstąpił do zakonu paulinów, rozpoczynając we wrześniu roczny nowicjat w Żarkach-Leśniowie, a 26 sierpnia 1956 złożył tam pierwsze śluby zakonne, przyjmując imię zakonne Konstancjusz. Następnie podjął studia w Wyższym Seminarium Duchownym Paulinów w Krakowie na Skałce, a jednocześnie korespondencyjnie uczył się w Liceum Ogólnokształcącym w Warszawie. Profesję wieczystą złożył 13 sierpnia 1962 na Jasnej Górze, po czym 21 marca 1964 przyjął subdiakonat w kościele św. Wincentego à Paulo w Krakowie. 1 lipca 1964 otrzymał diakonat, a 29 czerwca 1965 przyjął święcenia prezbiteratu na Jasnej Górze z rąk bp. Stefana Bareły. Ze względu na słaby stan zdrowia przebywał następnie na leczeniu w sanatorium, w Bystrej, po czym  został mianowany duszpasterzem młodzieży na Jasnej Górze przy kaplicy św. Józefa na Halach. Następnie 29 sierpnia 1967 decyzją przełożonych został przeniesiony jako wikariusz do paulińskiej parafii św. Jana Chrzciciela w Łęczeszycach, w której przebywał do 18 czerwca 1970, powracając później na Jasną Górę. 28 lutego 1972 został skierowany do sanktuarium Matki Bożej Pocieszenia w Biechowie, zostając przeorem klasztoru i proboszczem w tej parafii. Dzięki jego staraniom 12 września 1976 obraz Matki Bożej z tego sanktuarium został ukoronowany przez Prymasa Polski, kard. Stefana Wyszyńskiego, późniejszego błogosławionego. 
Po kolejnym powrocie 19 kwietnia 1977 na Jasną Górę, decyzją generała zakonu o. Józefa Stanisława Płatka OSPPE został 10 czerwca 1978 mianowany przeorem jasnogórskim (pełniąc ją przez dwie kadencje). Będąc przeorem zorganizował w 1982 obchody 600-lecia fundacji klasztoru oraz wiele innych działań na rzecz sanktuarium jasnogórskiego (m.in. odnowienie ołtarza głównego w kaplicy Matki Bożej, powstanie Muzeum 600-lecia (3 maja 1982), zlecenie pracy nad wykonaniem monstrancji 600-lecia, sukienki 600-lecia czy budowy „Domu Pielgrzyma im. Jana Pawła II”; założenie Wydawnictwa Paulinianum (późniejszy jego dyrektor) czy czasopisma „Jasna Góra”). Przyczynił się do przygotowania pierwszej pielgrzymki papieża Jana Pawła II na Jasną Górę w 1979, sprowadzenia gobelinów do Sali Papieskiej, wykonania tablicy upamiętniającej pielgrzymkę oraz pobyt papieża Jana Pawła II na Jasnej Górze. W 1984 po przekazaniu urzędu przeora następcy, został przez kapitułę generalną wybrany definitorem generalnym zakonu (1984–1990). Zmarł po długiej i ciężkiej chorobie 29 października 2021 w Częstochowie, po czym 3 listopada odbyły się pod przewodnictwem bp. Andrzeja Przybylskiego uroczystości pogrzebowe w bazylice jasnogórskiej, po których został pochowany na częstochowskim cmentarzu św. Rocha w mogile ojców paulinów (sektor 65, nr rzędu 1, nr mogiły 1 → śp. Stefan Kunz). 

## Publikacje
Jest autorem przede wszystkim modlitewników maryjnych oraz współautorem przewodników po sanktuarium jasnogórskim.
- Stefan Konstancjusz Kunz, O Matce i Królowej Polaków. Refleksje, modlitwy i pieśni, Częstochowa, Rzym: Zakon paulinów, 1982, OCLC 749259992. Brak numerów stron w książce
- Jan Paweł II (zebrał teksty i do druku przygotował Józef Stanisław Płatek, wyboru zdjęć dokonał Konstancjusz Stefan Kunz): Jasnogórski Pielgrzym - Jan Paweł II. Częstochowa: Zakon paulinów, 1986. OCLC 749402803. Brak numerów stron w książce
- Konstancjusz Kunz, Korneliusz Jemioł, Jarosław Obroślak, Modlitwy i pieśni do Matki Bożej Jasnogórskiej, wyd. 3, poszerzone, Częstochowa: Zakon paulinów, 1988, OCLC 834735799. Brak numerów stron w książce
- Stefan Konstancjusz Kunz, Modlitewnik maryjny. Uwielbia dusza moja Pana, wyd. 1, Warszawa: Instytut Prasy i Wydawnictw Novum, 1990, OCLC 860501000. Brak numerów stron w książce
- Konstancjusz Kunz, Tyś wielką chlubą naszego narodu. Praca zbiorowa pod redakcją Konstancjusza Kunza, Częstochowa: Wydawnictwo zakonu paulinów, 1991, OCLC 165546577. Brak numerów stron w książce
- Jerzy Tomziński, Stefan Konstancjusz Kunz, Przewodnik po Jasnej Górze, Częstochowa: Wydawnictwo Paulinianum, 1997, ISBN 83-87055-16-6, OCLC 749246196. Brak numerów stron w książce
- Jan Pach i inni, Jasna Góra Częstochowa, Częstochowa: Wydawnictwo Paulinianum, 1998, ISBN 83-87055-22-0, OCLC 749258052. Brak numerów stron w książce
- Stefan Konstancjusz Kunz, Modlitewnik jasnogórski. Wielbi dusza moja Pana, wyd. 6, skrócone, Częstochowa: Wydawnictwo Paulinianum, 2003, ISBN 83-87055-66-2, OCLC 749405220 [zarchiwizowane z adresu 2021-11-17]. Brak numerów stron w książce
- Stefan Konstancjusz Kunz, Cuda i łaski zdziałane za przyczyną Jasnogórskiej Matki Bożej dawniej i dziś, wyd. 2, poprawione, Częstochowa: Wydawnictwo Paulinianum, 2005, ISBN 83-89734-23-0, OCLC 749463562. Brak numerów stron w książce
- Józef Kuffel, Stefan Konstancjusz Kunz, Od ślubów królewskich i Jasnogórskich Ślubów Narodu do zawierzenia Jana Pawła II: 1656, 1946, 1956, 1966, 1979, Częstochowa: Wydawnictwo Paulinianum, 2006, ISBN 83-89843-13-7, OCLC 749403661 [zarchiwizowane z adresu 2022-05-18]. Brak numerów stron w książce
- Stefan Konstancjusz Kunz, Nowenna do Matki Bożej Jasnogórskiej, wyd. 6 poszerz., Częstochowa: Wydawnictwo Paulinianum, 2007, ISBN 978-83-89843-33-3, OCLC 749623343 [zarchiwizowane z adresu 2022-06-27]. Brak numerów stron w książce
- Józef Kuffel, Stefan Konstancjusz Kunz, Od Teb przez naddunajskie pustelnie do jasnych wzgórz. Zarys dziejów Paulinów na przestrzeni prawie ośmiu wieków, Częstochowa: Wydawnictwo Paulinianum, 2009, ISBN 978-83-89843-54-8, OCLC 751111460 [zarchiwizowane z adresu 2021-11-16]. Brak numerów stron w książce
- Jerzy Tomziński, Stefan Konstancjusz Kunz, Dzieje Jasnej Góry i Cudownego Obrazu. Przewodnik po sanktuarium, Częstochowa: Wydawnictwo Paulinianum, 2010, ISBN 978-83-89843-59-3, OCLC 804525713 [zarchiwizowane z adresu 2022-09-27]. Brak numerów stron w książce
- Józef Kuffel, Stefan Konstancjusz Kunz, Papież Maryjnego zawierzenia - św. Jan Paweł II, Częstochowa: Wydawnictwo Paulinianum, 2014, ISBN 978-83-62545-69-8, OCLC 903379196. Brak numerów stron w książce
- Jerzy Tomziński, Stefan Konstancjusz Kunz, Mały przewodnik po Jasnej Górze, wyd. 2, Częstochowa: Wydawnictwo Paulinianum, 2015, ISBN 978-83-63614-56-0, OCLC 1150432586 [zarchiwizowane z adresu 2021-11-17]. Brak numerów stron w książce
- Józef Kuffel, Stefan Konstancjusz Kunz, Ilustrowany śpiewnik jasnogórskiego pielgrzyma, Częstochowa: Wydawnictwo Paulinianum, 2016, ISBN 978-83-62545-67-4, OCLC 956579984 [zarchiwizowane z adresu 2022-09-27]. Brak numerów stron w książce